# Худосей
Худосей (также Худосея, Худосе) — река на севере Западной Сибири, в Ямало-Ненецком автономном округе России. Впадает в реку Таз справа, на 412-м км от устья, в 15 км южнее районного центра — села Красноселькуп. По части реки проходит административная граница между ЯНАО и Красноярским краем.

## Этимология
В основании гидронима Худосея наименование ненецкого рода Худя, а элемент сея сопоставим с нен. се — «река, вытекающая из озера, протока». 

## Описание

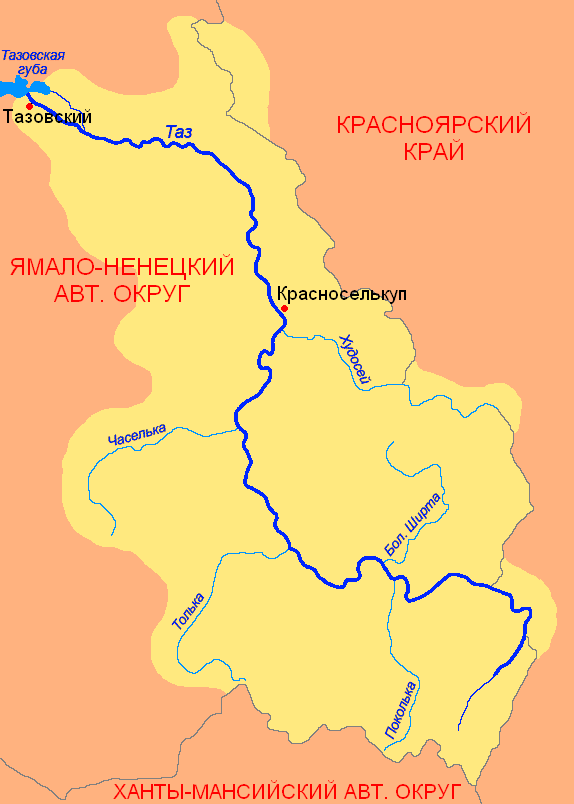
Бассейн реки Таз с притоками

Длина реки — 409 км, площадь водосборного бассейна — 11 200 км². Среднегодовой расход воды — 110 м³/с.
Берёт начало среди болот на границе Тюменской области и Красноярского края. Течёт по северо-восточной части Западно-Сибирской равнины. На протяжении около 200 километров формирует границу между Туруханским и Красноселькупским районами.
Высота устья — 11 м над уровнем моря. Замерзает в октябре, вскрывается в конце мая — начале июня. Средняя продолжительность ледостава — 7 месяцев. Замерзание и вскрытие сопровождается ледоходом. Питание снеговое и дождевое. Самый многоводный месяц — июнь.
Населённых пунктов на реке нет.

## Притоки
(расстояние от устья)
- 2 км: Питчаль-Кыке
- 9 км: Ондатровая
- 11 км: Порэльхэтылькы
- 43 км: Покалькы
- 53 км: Кумыльмотылькыке
- 56 км: Пюсёкыке
- 72 км: Кашкы
- 88 км: Пюлялькы
- 102 км: Чурытопылькы
- 105 км: река без названия
- 122 км: Кэнтылькикэ
- 146 км: Лимпыпитылькы
- 167 км: Кэнтылькы
- 221 км: Чатылькы
- 242 км: Пюлькы
- 304 км: Чанкылькы
- 312 км: Нярычипылькы
- 330 км: Тюнампылькы
- 349 км: Пошталькы
- 358 км: Шиттычорыккы
- 366 км: Вершинная

## Ихтиофауна
В реке водится щука, окунь, язь, чебак (сибирский елец), таймень, на нерест заходят полупроходные сиговые породы: щёкур, пыжьян, сырок.